# Bartoszyce (stacja kolejowa)
Bartoszyce – bocznica szlakowa (dawniej stacja kolejowa)  w Bartoszycach, w województwie warmińsko-mazurskim, w Polsce, powstała 24 września 1866 roku.
Stacja, wraz z całą infrastrukturą, powstała w 1866 jako stacja Bartenstein Wschodniopruskiej Kolei Południowej. Aktualnie jest nieczynna dla połączeń osobowych. Ostatnie połączenia do Korsz PKP zawiesiło 1 lipca 2002 roku. Sporadycznie eksploatowana jest przez składy towarowe. 
Stacja jest wielotorowa, posiada bocznice i semafory. Stan torów na stacji dobry. Niedaleko, w odległości kilkuset metrów, znajduje się most kolejowy na rzece Łynie oraz kilka wiaduktów dla ruchu kołowego i pieszego.
W budynku dworca, którego bryła zachowała niemal niezmieniony kształt od budowy w 1866 roku, a sam budynek został wyremontowany w 2021r., działa Centrum Aktywności Lokalnej.